# Hermanovské skály
Hermanovské skály jsou nejrozsáhlejším skalním komplexem Slanských vrchů nalézajícím se na jejich východním úpatí. Tvoří je dva andezitové komplexy - Sokolí skály a Havraní skály s výškou stěn až 80 m. Nachází se v katastrálním území obce Hermanovce nad Topľou v okrese Vranov nad Topľou v Prešovském kraji. 

## Popis
Přitažlivé skalní útvary ve vulkanitech vznikaly zvětráváním, erozí a jinými fyzikálními procesy méně odolných hornin. Odolnější části zůstaly relativně celistvé a vystoupily na povrch ve formě dnešních skalních útvarů, vytvářejících různé zajímavé tvary, ostré hřebeny atd.
Na území přírodní rezervace hnízdí několik druhů vzácných dravých ptáků. Chráněná je i ještěrka zední, která v rezervaci má bohatý výskyt. Na exponovaných skalních stěnách roste více druhů vzácných rostlin, které vytvářejí typické společenství tohoto přitažlivého reliéfu. Hermanovské skály jsou na výměře 33,07 hektaru národní přírodní rezervací. Území bylo vyhlášeno v roce 1980 na rozloze 33,070 ha. Ochranné pásmo nebylo stanoveno.

## Přístup
Přístup ke skalám je po značeném turistickém chodníku z Hermanovců nad Topľou.